# Marla Adams
Marla Adams (Ocean City, 28 de agosto de 1938 – Los Angeles, 25 de abril de 2024) foi uma atriz estadunidense vencedora do Emmy, mais conhecida por seus papéis como Belle Clemens em The Secret Storm (1968-1974) , e como Dina Abbott Mergeron em The Young and the Restless.

## Morte
Adams morreu em 25 de abril de 2024, aos 85 anos, em Los Angeles.

## Filmografia
| Ano       | Título                     | Papel                         | Nota(s)                                                  |
| --------- | -------------------------- | ----------------------------- | -------------------------------------------------------- |
| 1961      | Splendor in the Grass      | June                          |                                                          |
| 1968–1974 | The Secret Storm           | Belle Clemens Britton Kincaid |                                                          |
| 1975      | Emergency!                 | Rita Hudson                   | Temporada 5, Episódio 8                                  |
| 1983–2020 | The Young and the Restless | Dina Abbott Mergeron          | Papel recorrente; 1983–1986, 1991, 1996, 2008, 2017–2020 |
| 1983      | Capitol                    | Myrna Clegg                   |                                                          |
| 1985      | Gotcha!                    | Maria Moore                   |                                                          |
| 1989–1990 | Generations                | Helen Mullin                  |                                                          |
| 1991      | The Bold and the Beautiful | Beth Logan                    |                                                          |
| 1999      | Days of Our Lives          | Dr. Claire McIntyre           |                                                          |
| 2000      | The President's Man        | Primeira Dama Matthews        |                                                          |
| 2000-2001 | Walker, Texas Ranger       | Betsy Harper                  | 3 episódios                                              |